# Вулиця Академіка Кримського (Київ)
Ву́лиця Акаде́міка Кри́мського — вулиця у Святошинському районі міста Києва, житловий масив Академмістечко. Пролягає від бульвару Академіка Вернадського до Бородянського провулку. 

## Історія
Вулиця виникла в середині XX століття, була частиною Бородянського провулку. Сучасна назва на честь українського вченого-сходознавця Агатангела Кримського — з 1970 року.